# Мякинино (Коломенский район)
Мякинино — деревня в Коломенском районе Московской области. Относится к сельскому поселению Проводниковское. Население — 7 человек (2010).

## Расположение
Деревня Мякинино у расположена примерно в 20 километрах к западу от города Коломны. Рядом с деревней проходит Малинское шоссе. В полутора километрах к западу от деревни находится платформа Мякинино Большого кольца МЖД. Ближайшие населённые пункты — деревня Субботово Коломенского района и деревня Мякинино Ступинского района.
В деревне Мякинино расположены снт «Ёлочка», снт «Мякинино», снт «Русь», снт "Радость" и снт «Старый сад».

## Население
| 2002 | 2006 | 2010 |
| ---- | ---- | ---- |
| 3    | →3   | ↗7   |